# Концерт для скрипки з оркестром (Чайковський)
Концерт для скрипки з оркестром, ре мажор, Op. 35 Петра Ілліча Чайковського написаний 1878 року, під час перебування композитора у Швейцарії.
Перше виконання концерту відбулося в США скрипалем Л. Дамрошем. У Європі, а потім і у Росії виконавцем і пропагандистом концерту став скрипаль А.Бродський. Початково концерт був присвячений скрипалю Л. Ауеру, з цією присвятою вийшла частина першого видання концерту, однак пізніше автор змінив присвяту скрипалеві А. Бродському.
У цей час цей концерт є обов'язковим твором для виконання на Міжнародному конкурсі імені Чайковського.
Концерт складається з трьох частин:
1. Allegro moderato
2. Canzonetta: Andante —
3. Finale: Allegro vivacissimo